# ليفيا بريتو
ليفيا بريتو بيستانا (سييغو دي أفيلا، كوبا، 16 أكتوبر 1986) هي ممثلة كوبية ظهرت لأول مرة في المكسيك في عام 2010 وأصبحت معروفة بصفتها فرناندا ساندوفال في مسلسل انتصار الحب.

## السيرة الذاتية
ليفيا بريتو بيستانا هي ممثلة من الجنسية الكوبية، ولدت في محافظة سييغو دي أفيلا، ولكنها امضت الكثير من طفولتها في مدينة هافانا، وأصبحت من سكان مدينة المكسيك. درست في CEA، وعندما تخرجت من هناك أتيحت لها الفرصة للمشاركة في مسلسلات تلفزيونية. في عام 2010 شاركت في مسلسل انتصار الحب، للمنتج سلفادور ميخيا، حيث قدمت لأول مرة مع الممثلة الجميلة مايتي بيروني وويليام ليفي (ممثل) ووالداها في المسلسل هما فكتوريا روفو وأوسفالدو ريوس. كان أداء ليفيا رائعا لذلك فازت بجائزة أفضل ممثلة شابة لسنة TvyNovelas 2012. في عام 2012 طهرت في مسلسل هاوية العشق مع ديفيد زيبيدا وأنجليك بوير ومارك تشير. مرة أخرى أثبتت قدرتها التمثيلية وفازت مرة أخرى بجائزة أفضل ممثلة شابة من TvyNovelas عام 2013.

## المسلسلات
- هاوية العشق (2012-2013)
- انتصار الحب (2010-2011)
- الطياره (2018-2019)

## الجوائز
| السنة | الجائزة         | من         | المسلسل     | مرتبة الجائزة |
| ----- | --------------- | ---------- | ----------- | ------------- |
| 2012  | أفضل ممثلة شابة | TvyNovelas | انتصار الحب | فائزة         |
| 2013  | أفضل ممثلة شابة | TvyNovelas | هاوية العشق | فائزة         |

## روابط خارجية
- ليفيا بريتو على موقع IMDb (الإنجليزية)
- ليفيا بريتو على موقع قاعدة بيانات الفيلم (الإنجليزية)